# Équipe de France de rugby à XV au Tournoi des Cinq Nations 1986
L'équipe de France a remporté le Tournoi des Cinq Nations 1986, à égalité avec l'équipe d'Écosse, en ayant gagné trois matches et perdu, d’un point seulement, celui contre l'équipe d'Écosse. 
L'équipe était conduite par son capitaine Daniel Dubroca. Guy Laporte est le meilleur réalisateur français, Philippe Sella réussit l'exploit rare de marquer un essai pendant chaque rencontre (grand chelem d'essais).
À noter que l'année suivante, l'équipe de France a remporté le Grand chelem de 1987 et qu’elle remportera aussi le Tournoi en 1988 et 1989.
Dix-huit joueurs ont contribué à ce succès.

## Les joueurs

### Première ligne
- Daniel Dubroca  (capitaine)
- Jean-Pierre Garuet
- Philippe Marocco

### Deuxième ligne
- Jean Condom
- Francis Haget

### Troisième ligne
- Éric Champ
- Dominique Erbani
- Jean-Luc Joinel
- Jacques Gratton

### Demi de mêlée
- Pierre Berbizier

### Demi d’ouverture
- Guy Laporte

### Trois quart centre
- Philippe Sella
- Pierre Chadebech
- Denis Charvet

### Trois quart aile
- Patrick Estève
- Éric Bonneval
- Jean-Baptiste Lafond

### Arrière
- Serge Blanco

## Résultats des matches
- 18 janvier 1986, défaite 17-18 contre l'équipe d'Écosse à Édimbourg ;
- 1er février, victoire 29-9 contre l'équipe d'Irlande à Paris ;
- 1er mars, victoire 23-15 contre l'équipe du pays de Galles à Cardiff ;
- 15 mars, victoire 29-10 contre l'équipe d'Angleterre à Paris.

## Points marqués par les Français

### Match contre l'Écosse
- Guy Laporte (9 points) : 2 pénalités, 1 drop
- Pierre Berbizier (4 points) : 1 essai
- Philippe Sella (4 points) : 1 essai

### Match contre l'Irlande
- Guy Laporte (11 points) : 1 transformation, 3 pénalités
- Pierre Berbizier (4 points) : 1 essai
- Philippe Marocco (4 points) : 1 essai
- Philippe Sella (4 points) : 1 essai
- Jean-Baptiste Lafond (3 points) : 1 drop

### Match contre le pays de Galles
- Jean-Baptiste Lafond (8 points) : 2 essais
- Guy Laporte (7 points) : 2 transformations, 1 drop
- Philippe Sella (4 points) : 1 essai
- Serge Blanco (4 points) : 1 essai

### Match contre l'Angleterre
- Guy Laporte (17 points) : 1 essai, 2 transformations, 3 pénalités
- Serge Blanco (4 points) : 1 essai
- Philippe Sella (4 points) : 1 essai